# نستور چونتسالوس
نستور چونتسالوس (اسپانیایی: Néstor Gonçalves‎; ۲۷ آوریل ۱۹۳۶ – ۲۹ دسامبر ۲۰۱۶) بازیکن فوتبال اهل اروگوئه بود.
از باشگاه‌هایی که در آن بازی کرده‌است می‌توان به باشگاه فوتبال پنیارول اشاره کرد.
وی همچنین در تیم ملی فوتبال اروگوئه بازی کرده‌است.